# Гринюк Володимир Володимирович
Гринюк Володимир Володимирович (14 жовтня 1986, м. Ківерці, УРСР) — полковник Збройних сил України, начальник Кафедри військової підготовки Національного університету оборони України. Колишній командир мотопіхотного батальйону 30-ї окремої механізованої бригади. Герой України (2015), учасник російсько-української війни. Заступник голови СУВІАТО.

## Життєпис
Закінчив Луцький педагогічний коледж (2006). Відтоді проходив строкову службу в лавах Збройних сил України та навчався в Академії сухопутних військ імені гетьмана П. Сагайдачного у Львові. Після здобуття вищої військової освіти служив у 30-й окремій механізованій бригаді 8-го армійського корпусу Сухопутних військ Збройних сил України, що дислокується у м. Звягель Житомирської області.

### Російсько-українська війна
Станом на початок 2015 року — капітан, командир механізованої роти механізованого батальйону 30-ї окремої механізованої бригади.
10—11 лютого 2015 року під час зачистки населеного пункту Логвинове завдяки сміливості та блискавичним рішучим діям офіцера штурмова група захопила частину населеного пункту, при цьому особисто Володимир Гринюк знищив 3 одиниці бронетехніки та до 30 бойовиків. Під час проведення операції отримав поранення, але продовжив керувати зведеним підрозділом. Підпорядкований В.Гринюку підрозділ знищив велику кількість бронетехніки та живої сили незаконних збройних формувань.
Станом на жовтень 2017 року — заступник командира механізованого батальйону 30-ї окремої механізованої бригади.
Станом на липень 2022 року — командир мотопіхотного батальйону 30-ї окремої механізованої бригади.
Начальник кафедри військової підготовки Національного університету оборони України

## Звання
- майор (19 жовтня 2017)[5]
- підполковник (2022)[2]
- полковник (2023)

## Нагороди і відзнаки
- Звання Герой України з врученням ордена «Золота Зірка» (23 березня 2015) — за виняткову мужність, героїзм і незламність духу, виявлені у захисті державного суверенітету та територіальної цілісності України[6]
- Орден Богдана Хмельницького 3-го ступеня (2022)[2] Президент України Петро Порошенко вручає Володимиру Гринюку нагородні атрибути звання Герой України

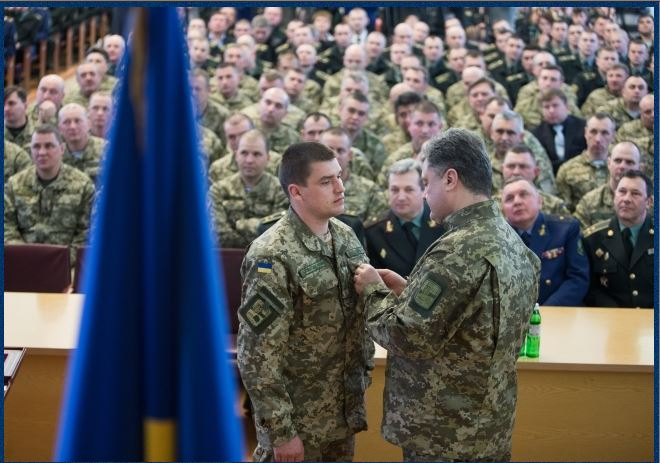
Президент України Петро Порошенко вручає Володимиру Гринюку нагородні атрибути звання Герой України

- У Києві на території Національного університету оборони України імені Івана Черняховського (проспект Повітрофлотський № 28) встановлено стелу з іменем Героя.[7]